# Wilhelm Goetze (Admiral)
Wilhelm Goetze (* 3. Oktober 1873; † 1954) war ein deutscher Konteradmiral der Kaiserlichen Marine.

## Leben
Wilhelm Goetze trat im April 1890 in die Kaiserliche Marine ein. Am 14. Juli 1914 wurde er Kapitän zur See. Bis November 1914 war er Vorstand der Zentralversorgungsstelle auf der Elbe. Anschließend war er bis Juli 1915 Kommandant der König Wilhelm und von August 1915 bis Juni 1917 Kommandant des Großen Kreuzers Freya. Bis Kriegsende war er Kommandant der II. Torpedo-Division. Am 30. Januar 1919 wurde er aus der Marine verabschiedet.
Am 23. Dezember 1919 erhielt er den Charakter als Konteradmiral verliehen.